# Erbenhausen (Homberg)
Erbenhausen ist ein Stadtteil von Homberg (Ohm) im mittelhessischen Vogelsbergkreis. Der Ort liegt am Rande des Vogelsbergs. Durch den Ort verlaufen die Landesstraße 3072 und die Kreisstraße 58.

## Nachbarorte
| Dannenrod       | Lehrbach                                    | Kirtorf        |
| Neu-Ulrichstein | Kompassrose, die auf Nachbargemeinden zeigt | Ober-Gleen     |
| Appenrod        | Maulbach                                    | Heimertshausen |

## Geographie

### Geographische Lage
Erbenhausen liegt an einem zur Glenn fließenden Fluss, nordöstlich von Homberg (Ohm). Der größte Teil des Ortes drängt sich in eine Talniederung, während sich östlich an einem Hang ein Teil des Ortes deutlich abhebt.

## Ortsgeschichte

### Mittelalter
Die schriftliche Erwähnung des Ortes erfolgte zwischen 917 und 923 im Codex Eberhardi. Niedergeschrieben wurde dieser Codex um 1160. 917/918 tauschte ein Grundherr Grammanus seine Güter in Erbenhausen gegen Güter des Klosters Fulda in Kirtorf. Zu dem Besitz, den Grammanus tauschte, gehörte auch eine Hufe zu Erfurtshausen.
1235 wird der Ortsadlige „Embricho de Herbenhusen“ in einer Urkunde genannt. In einer weiteren Urkunde von 1387 erscheint „Henne Pedirs von Erbinhuse.“ Der Ortsname wird von dem Rufnamen Erbo abgeleitet.
Seit dem Ende des 14. Jahrhunderts gehörte Erbenhausen zum Eußergericht, welches sich über das Gebiet der heutigen Orte Antrifttal, Homberg (Ohm) und Kirtorf erstreckte. In Erbenhausen war es ein Kondominium zwischen der Landgrafschaft Hessen und den Schencken zu Schweinsberg.

„Eußer Gericht (L. Bez. Kirtorf) Landstrich; enthält die Orte Arnshain, Bernsburg, Erbenhausen, Lehrbach, Obergleen und Wahlen, welche nun zum Bez. Kirtorf gehören. Die Gerichtsbarkeit erster Instanz stehet dem Staate und den Freiherrn von Schenk, Ganerben zu Schweinsberg, gemeinschaftlich zu. Die streitige Gerichtsbarkeit wird zu Homberg auf bestimmte Amtstage von dem Landrichter und dem von Schenkischen Amtsverweser gemeinschaftlich, hingegen die polizeilichen und andere Administrativ-Geschäfte ausschließend von dem Landrath ausgeübt. – Das Nassauische Haus hatte einen Antheil an dem Eußer Gericht erworben, und belehnte nachmals die Schenke von Schweinsberg damit. Die oben genannten Orte gehörten zum Amte Kirtorf. Anderwärts wie in Alsfeld, Romrod etc. wurde das Gericht aus Schöffen der Stadt und der Dörfer zusammengesetzt; da aber Kirtorf ausschließend den Grafen von Ziegenhain gehörte und nachher an die Landgrafen kam, an den obigen Orten aber die Schenke Antheil hatten, so konnte hier ein Gericht in der Art nicht gebildet werden, daher man das Gericht in Kirtorf (inneres Gericht) von dem der Dörfer (äußeres Gericht) unterschied. Auf diese Weise ist die Benennung Eußer Gericht entstanden, welcher Sprachgebrauch sich jedoch in neuern Zeiten ziemlich verloren hatte, und nun durch die letzte Organisation sich ganz verlieren muß.“

### Neuzeit
Die Statistisch-topographisch-historische Beschreibung des Großherzogthums Hessen berichtet 1830 über Erbenhausen:

„Erbenhausen (L. Bez. Kirtorf) evangel. Filialdorf; liegt 1 St. von Kirtorf in einem engen Thale, und gehört zum Eußer Patrimonialgericht der Freiherrn von Schenck zu Schweinsberg. Der Ort, der an dem Habertshäuser Wasser, das von dem zerstörten Orte gleichen Namens, seine Benennung haben soll, liegt, hat 51 Häuser, 318 Einw., die außer 1 Kath. evangelisch sind, 1 Kirche und 1 Mühle. In der Gemarkung finden sich Grabhügel. Die Gerichtsbarkeit erster Instanz stehet dem Staate und der Freiherrl. Familie von Schenk gemeinschaftlich zu. Der Ort gehörte zum Kirtorfer Kirchen gebiete.“

Im Jahre 1933 hatte das Dorf 290, am 6. Juni 1961 300 und am 27. Mai 1970 schließlich 274 Einwohner.
Hessische Gebietsreform (1970–1977)
Zum 1. Oktober 1971 wurde die bis dahin selbständige Gemeinde Appenrod im Zuge der Gebietsreform in Hessen zeitgleich mit zehn weiteren Gemeinden auf freiwilliger Basis als Stadtteil in die Stadt Homberg (Ohm) – damals noch mit dem Namen Homberg (Kreis Alsfeld) – eingegliedert. Für alle durch die Gebietsreform nach Homberg eingegliederten Gemeinden und die Kernstadt wurden Ortsbezirke mit Ortsbeirat und Ortsvorsteher nach der Hessischen Gemeindeordnung gebildet.

### Verwaltungsgeschichte im Überblick
Die folgende Liste zeigt die Staaten und Verwaltungseinheiten, denen Erbenhausen angehört(e):
- vor 1567: Heiliges Römisches Reich, Landgrafschaft Hessen
- ab 1567: Heiliges Römisches Reich, Landgrafschaft Hessen-Marburg, Amt Kirtorf (Eußergericht je zur Hälfte den Landgrafen und den Schenck zu Schweinsberg)[16]
- 1604–1648: Heiliges Römisches Reich, strittig zwischen Landgrafschaft Hessen-Darmstadt und Landgrafschaft Hessen-Kassel (Hessenkrieg)
- ab 1604: Heiliges Römisches Reich, Landgrafschaft Hessen-Darmstadt, Oberfürstentum Hessen, Oberamt Alsfeld, Amt Kirtorf (Eußergericht)
- ab 1806: Großherzogtum Hessen,[Anm. 2] Fürstentum Oberhessen, Oberamt Alsfeld, Amt Kirtorf (Eußergericht)[17][18]
- ab 1815: Großherzogtum Hessen, Provinz Oberhessen, Amt Romrod, (Eußergericht)[19]
- ab 1821: Großherzogtum Hessen, Provinz Oberhessen, Landratsbezirk Kirtorf[20][Anm. 3]
- ab 1832: Großherzogtum Hessen, Provinz Oberhessen, Kreis Alsfeld
- ab 1848: Großherzogtum Hessen, Regierungsbezirk Alsfeld
- ab 1852: Großherzogtum Hessen, Provinz Oberhessen, Kreis Alsfeld
- ab 1867: Großherzogtum Hessen, Norddeutscher Bund, Provinz Oberhessen, Kreis Alsfeld
- ab 1871: Deutsches Reich, Großherzogtum Hessen, Provinz Oberhessen, Kreis Alsfeld
- ab 1918: Deutsches Reich, Volksstaat Hessen, Provinz Oberhessen, Kreis Alsfeld
- ab 1938: Deutsches Reich, Volksstaat Hessen, Landkreis Alsfeld[21][Anm. 4]
- ab 1945: Deutsches Reich, Amerikanische Besatzungszone,[Anm. 5] Groß-Hessen, Regierungsbezirk Darmstadt, Landkreis Alsfeld
- ab 1946: Deutsches Reich, Amerikanische Besatzungszone, Hessen, Regierungsbezirk Darmstadt, Landkreis Alsfeld
- ab 1949: Bundesrepublik Deutschland, Hessen, Regierungsbezirk Darmstadt, Landkreis Alsfeld
- ab 1971: Bundesrepublik Deutschland, Hessen, Regierungsbezirk Darmstadt, Landkreis Alsfeld, Stadt Homberg (Ohm)
- ab 1972: Bundesrepublik Deutschland, Hessen, Regierungsbezirk Darmstadt, Vogelsbergkreis, Stadt Homberg (Ohm)
- ab 1981: Bundesrepublik Deutschland, Hessen, Regierungsbezirk Gießen, Vogelsbergkreis, Stadt Homberg (Ohm)

### Gerichte seit 1803
In der Landgrafschaft Hessen-Darmstadt wurde mit Ausführungsverordnung vom 9. Dezember 1803 das Gerichtswesen neu organisiert. Für die Provinz Oberhessen wurde das Hofgericht Gießen als Gericht der zweiten Instanz eingerichtet. Die Rechtsprechung der ersten Instanz wurde durch die Ämter bzw. Standesherren vorgenommen und somit war für Erbenhausen das Eußergericht zuständig. Nach der Gründung des Großherzogtums Hessen 1806 wurden die Aufgaben der ersten Instanz 1821 im Rahmen der Trennung von Rechtsprechung und Verwaltung auf die neu geschaffenen Landgerichte übertragen. „Landgericht Homberg an der Ohm“ war daher von 1821 bis 1879 die Bezeichnung für das erstinstanzliche Gericht in Homberg an der Ohm, das für Erbenhausen zuständig war. Die Freiherren Schenck zu Schweinsberg verzichteten am 13. März 1822 auf ihre Polizei- und anderen administrativen Rechte zugunsten der Landesbehörden. Im Landgericht Homberg wurde die Rechtsprechung weiter gemeinschaftlich ausgeübt. Erst infolge der Märzrevolution 1848 wurden mit dem „Gesetz über die Verhältnisse der Standesherren und adeligen Gerichtsherren“ vom 15. April 1848 die standesherrlichen Sonderrechte endgültig aufgehoben.
Anlässlich der Einführung des Gerichtsverfassungsgesetzes mit Wirkung vom 1. Oktober 1879, infolge derer die bisherigen großherzoglichen Landgerichte durch Amtsgerichte an gleicher Stelle ersetzt wurden, während die neu geschaffenen Landgerichte nun als Obergerichte fungierten, kam es zur Umbenennung in „Amtsgericht Homberg an der Ohm“ und Zuteilung zum Bezirk des Landgerichts Gießen. Am 15. Juni 1943 wurde das Gericht zur Zweigstelle des Amtsgerichtes Alsfeld, aber bereits wieder mit Wirkung vom 1. Juni 1948 in ein Vollgericht umgewandelt. Am 1. Juli 1968 erfolgte die Auflösung des Amtsgerichts Homberg und Erbenhausen wurde dem Bereich des Amtsgerichts Kirchhain zugeteilt. 1973 wechselte die Stadt Homberg an der Ohm und mit ihr Erbenhausen in den Zuständigkeitsbereich des Amtsgerichts Alsfeld.

## Bevölkerung

### Einwohnerstruktur 2011
Nach den Erhebungen des Zensus 2011 lebten am Stichtag dem 9. Mai 2011 in Erbenhausen 249 Einwohner. Darunter waren 9 (3,6 %) Ausländer. Nach dem Lebensalter waren 33 Einwohner unter 18 Jahren, 105 zwischen 18 und 49, 54 zwischen 50 und 64 und 54 Einwohner waren älter. Die Einwohner lebten in 93 Haushalten. Davon waren 21 Singlehaushalte, 24 Paare ohne Kinder und 33 Paare mit Kindern, sowie 12 Alleinerziehende und keine Wohngemeinschaften. In 18 Haushalten lebten ausschließlich Senioren und in 57 Haushaltungen lebten keine Senioren.

### Einwohnerentwicklung
| • 1791: | 246 Einwohner            |
| • 1800: | 250 Einwohner            |
| • 1806: | 273 Einwohner, 46 Häuser |
| • 1829: | 318 Einwohner, 51 Häuser |
| • 1867: | 297 Einwohner, 47 Häuser |

| Erbenhausen: Einwohnerzahlen von 1791 bis 2019 | Erbenhausen: Einwohnerzahlen von 1791 bis 2019 | Erbenhausen: Einwohnerzahlen von 1791 bis 2019 | Erbenhausen: Einwohnerzahlen von 1791 bis 2019 | Erbenhausen: Einwohnerzahlen von 1791 bis 2019 |
| --- | ---------------------------------------------- | ---------------------------------------------- | ---------------------------------------------- | ---------------------------------------------- |
| Jahr |                                                |                                                |                                                | Einwohner                                      |
| 1791 | 1791                                           |                                                | 246                                            | 246                                            |
| 1800 | 1800                                           |                                                | 250                                            | 250                                            |
| 1806 | 1806                                           |                                                | 273                                            | 273                                            |
| 1829 | 1829                                           |                                                | 318                                            | 318                                            |
| 1834 | 1834                                           |                                                | 302                                            | 302                                            |
| 1840 | 1840                                           |                                                | 327                                            | 327                                            |
| 1846 | 1846                                           |                                                | 324                                            | 324                                            |
| 1852 | 1852                                           |                                                | 296                                            | 296                                            |
| 1858 | 1858                                           |                                                | 306                                            | 306                                            |
| 1864 | 1864                                           |                                                | 298                                            | 298                                            |
| 1871 | 1871                                           |                                                | 290                                            | 290                                            |
| 1875 | 1875                                           |                                                | 282                                            | 282                                            |
| 1885 | 1885                                           |                                                | 294                                            | 294                                            |
| 1895 | 1895                                           |                                                | 293                                            | 293                                            |
| 1905 | 1905                                           |                                                | 299                                            | 299                                            |
| 1910 | 1910                                           |                                                | 298                                            | 298                                            |
| 1925 | 1925                                           |                                                | 288                                            | 288                                            |
| 1939 | 1939                                           |                                                | 280                                            | 280                                            |
| 1946 | 1946                                           |                                                | 393                                            | 393                                            |
| 1950 | 1950                                           |                                                | 405                                            | 405                                            |
| 1956 | 1956                                           |                                                | 342                                            | 342                                            |
| 1961 | 1961                                           |                                                | 300                                            | 300                                            |
| 1967 | 1967                                           |                                                | 282                                            | 282                                            |
| 1980 | 1980                                           |                                                | ?                                              | ?                                              |
| 1990 | 1990                                           |                                                | ?                                              | ?                                              |
| 2000 | 2000                                           |                                                | ?                                              | ?                                              |
| 2011 | 2011                                           |                                                | 249                                            | 249                                            |
| 2015 | 2015                                           |                                                | 237                                            | 237                                            |
| 2019 | 2019                                           |                                                | 247                                            | 247                                            |
| Datenquelle: Historisches Gemeindeverzeichnis für Hessen: Die Bevölkerung der Gemeinden 1834 bis 1967. Wiesbaden: Hessisches Statistisches Landesamt, 1968. Weitere Quellen: LAGIS; Stadt Homburg (Ohm); Zensus 2011 |                                                |                                                |                                                |                                                |

### Religion
Die evangelische Kirche steht mitten im Ort.
Konfessionsstatistik
| • 1829: | 317 evangelische, ein katholischer Einwohner                       |
| • 1961: | 265 evangelische (= 88,33 %), 35 katholische (= 11,67 %) Einwohner |

## Vereine
Das kulturelle Leben im Dorf prägen folgende Vereine:
- Evang. Jugend Erbenhausen
- Freie Jugendgruppe e. V.
- Freiwillige Feuerwehr
- Gemischter Chor der Evang. Kirchengemeinschaft
- Landfrauenverein
- MC Schoab Rieme e. V.
- Obst- u. Gartenbauverein
- Schützenverein